# Dihydrocodéine
Ne pas confondre avec la  dihydrocodéinone.
La dihydrocodéine est un opioïde semi-synthétique utilisé en médecine, un analgésique utilisé pour soulager les douleurs modérées à sévères. Elle se trouve sur le palier II de l'Organisation mondiale de la santé. Elle est un dérivé synthétique de la codéine, un alcaloïde de l'opium.
La dihydrocodéine possède une activité antalgique dont la puissance varie d'un cinquième à un tiers de celle de la morphine. Autrement dit, 60 milligrammes de dihydrocodéine représentent en moyenne, l'équivalent d'une dose comprise entre 10 et 20 milligrammes de morphine orale (selon le métabolisme qui varie parfois grandement, d'une personne à l'autre.) Les dosages sont compris entre 60 milligrammes et 120 milligrammes pour les douleurs plus intenses. Cette molécule cousine de la codéine est donc environ deux fois plus puissante que celle-ci. La structure moléculaire de la dihydrocodéine diffère de celle de la codéine par l'absence de double liaison entre les positions 7 et 8. Tout comme son analogue naturel, son efficacité varie en fonction des patients : la transformation du produit en dihydromorphine par les enzymes hépatiques CYP2D6 étant nécessaire à son activité analgésique, l'efficacité du produit dépend de l'activité desdites enzymes, qui varie d'une personne à une autre,.
La dihydrocodéine possède également des propriétés antitussives, hypnotiques, euphorisantes et anxiolytiques, à l'instar de la plupart des opiacés. Elle a longtemps été étudiée, comme d’autres opioïdes, pour le traitement de troubles psychiques, comme la dépression réfractaire.
La dihydrocodéine est un des morphiniques dit faibles les plus puissants parmi les opiacés de palier 2 et est inscrite sur la liste des stupéfiants, sa prescription se fait sur ordonnances sécurisées depuis le 1er mars 2025, elle ne requiert pas toutes les conditions appliquées aux substances assimilées stupéfiantes (non chevauchement des ordonnances, fractionnement obligatoire…)
Son utilisation doit être la plus courte possible. À l'étranger, la dihydrocodéine est commercialisée sous diverses spécialités, notamment en association avec du paracétamol ou des anti-inflammatoires.

## Chimie
La molécule est un analogue morphinique.
La dihydrocodéine est directement comparable à la codéine; en effet ces deux molécules ne diffèrent que par deux atomes d'hydrogène. Cela est due à la liaison entre les carbones 7 et 8 ; cette liaison est double dans la molécule de codéine alors qu'elle est simple dans celle de dihydrocodéine, qui a donc deux atomes d'hydrogène de plus.
Il est possible de synthétiser la dihydrocodéine en hydromorphone.

## Métabolisme
Sa biodisponibilité par voie orale est limitée du fait d'un effet d'un premier passage hépatique : les réactions de biotransformation sont semblables à celles de la codéine (déméthylation, oxydation et surtout conjugaison) et aboutissent en majorité à des produits inactifs. L'excrétion (élimination des métabolites) est rénale.
A l'instar de la codéine qui est métabolisée en morphine, une certaine quantité de dihydrocodéine est transformée par le foie en dihydromorphine, dont la plus grande biodisponibilité la rend environ 1,2 fois plus puissante que la morphine. 
La durée d'action de la dihydrocodéine est d'environ 4 à 5 heures en moyenne. Cette durée d'action peut être prolongée par ses métabolites comme la dihydromorphine, jusqu'à 7 heures. Sa demi-vie plasmatique est légèrement inférieure à 4 heures.

## Usage
En France, la dihydrocodéine est indiquée dans le traitement des douleurs modérées. La molécule y est uniquement commercialisée sous le nom de Dicodin L.P., sous forme de comprimé à libération prolongée, dosé à 60 milligrammes par comprimé sous forme de tartrate, équivalents à 40mg de produit pur. Il n'est accessible que sur ordonnance sécurisée ou dématérialisée en utilisant les téléservices de l'assurance maladie et inscrit sur la liste des assimilés stupéfiants.
La posologie usuelle est de 120 mg par jour, en deux prises. En termes d'équianalgésie, cela représente environ 240 mg de codéine (la dose maximale quotidienne de la codéine étant de 300 mg par jour). Cette molécule est peu utilisée par rapport aux autres opioïdes, avec environ 26 300 prescriptions par an (2016) en France, dont l'augmentation suit la même tendance. Néanmoins, cette spécialité constitue une alternative intéressante dans le traitement de la douleur. En effet, elle permet le traitement de la douleur modérée à intense, et son conditionnement est fait pour éviter les pics douloureux. Peu prescrite, la dihydrocodéine représente pourtant une alternative dans la rotation des opioïdes. Elle peut être associée avec un antidouleur de palier I. Le traitement doit être le plus court possible.
En Belgique, on trouve la dihydrocodéine sous forme à libération immédiate pour soulager la toux sèche sous le nom de Paracodine. Dans d'autres pays également, la dihydrocodéine est utilisée pour le traitement de la toux sèche et/ou douloureuse.

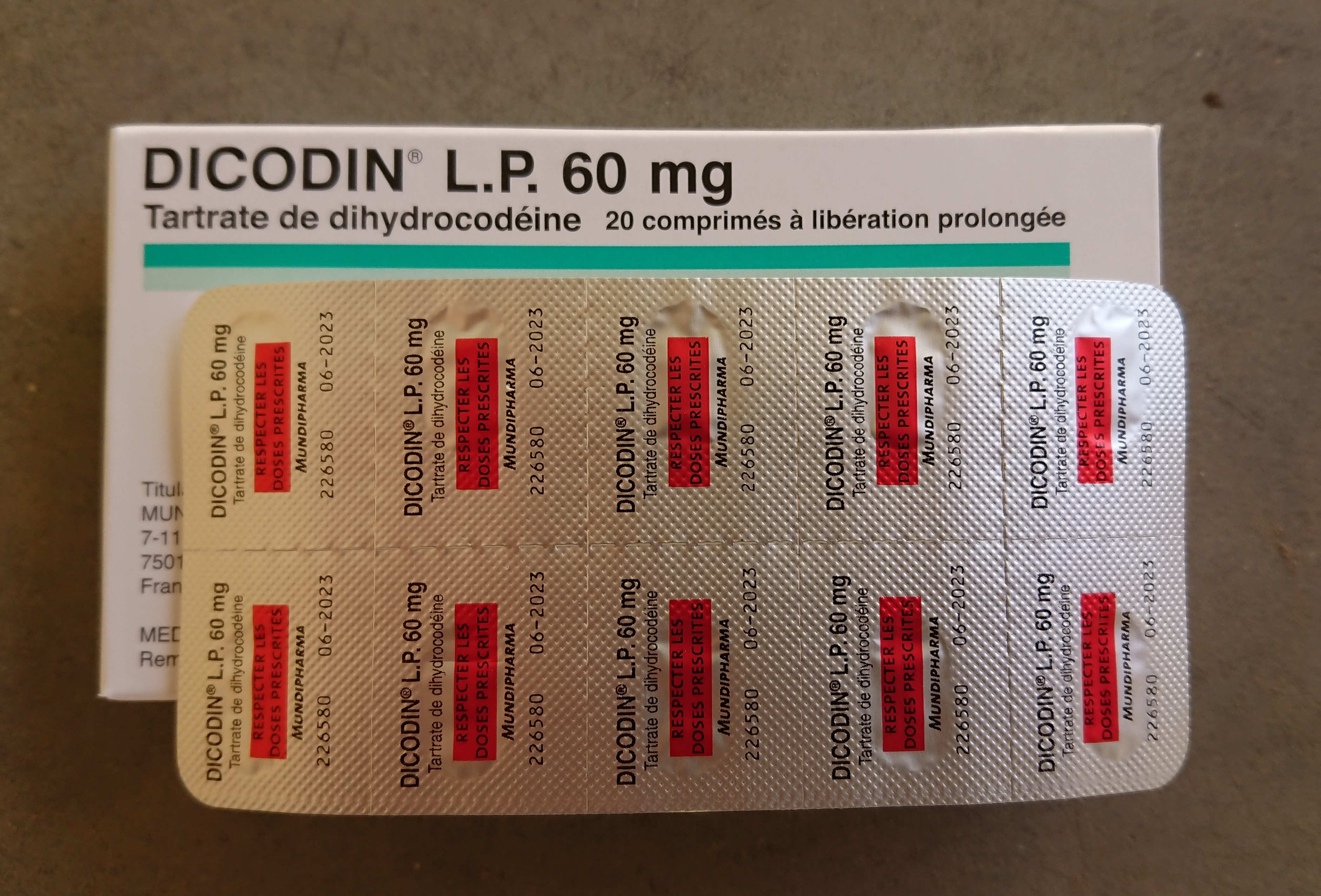
Boite de Dicodin LP vendue en France.

Dans une certaine mesure en France, le Dicodin LP est utilisé hors-AMM pour traiter les toxicomanies aux opiacés, notamment chez les anciens consommateurs chroniques de codéine, en vente libre avant juillet 2017. Cependant, selon une revue de la littérature Cochrane, il n'existe aucune preuve solide du bénéfice de cet usage comparé aux traitements de substitution aux opiacés de référence.

## Contre-indications et effets secondaires

### Contre-indications
La dihydrocodéine est contre-indiquée en cas d'allergie aux opiacés, d'intolérance connue à la codéine ou à la dihydrocodéine, d'insuffisance respiratoire ou d'asthme, d’insuffisance ou de maladie hépatique ou rénale.
Son usage, s'il s'avère nécessaire, doit être étroitement contrôlé dans les cas d’antécédents de dépendance alcoolique ou à d'autres substances.

#### Interactions médicamenteuses
La dihydrocodéine doit être utilisée avec précaution si elle est prescrite en association avec d'autres dépresseurs du système nerveux central, comme les antidépresseurs, les neuroleptiques, les antiépileptiques, les tranquillisants, sédatifs et somnifères, les antihistaminiques, ainsi que les autres morphiniques (analgésiques ou antitussifs). En effet, la dihydrocodéine potentialise ces médicaments, ce qui peut majorer le risque de dépression du système nerveux central, ou rendre extrêmement dangereuse la conduite automobile.
La consommation d'alcool est également déconseillée pour les mêmes raisons.
Elle ne doit pas être associée à la buprénorphine, la nalbuphine ; ces derniers réduiraient l'efficacité de la dihydrocodéine. Quant à la naltrexone, elle l'annulerait totalement.
La dihydrocodéine ne doit généralement pas être associée à d'autres dépresseurs du système nerveux central (alcool, morphiniques, benzodiazépines, barbituriques), afin de ne pas provoquer de potentielle dépression respiratoire.

### Effets secondaires
Les effets secondaires courants de la dihydrocodéine sont la somnolence, les céphalées, les douleurs abdominales, la constipation, la sécheresse de la bouche et les nausées et vomissements.
Plus rarement, on observe des hallucinations, des sensations vertigineuses, une transpiration excessive, une fatigue intense. Très rarement, la dihydrocodéine peut provoquer un œdème de Quinck, des états confusionnels ou des troubles de l'humeur, de l'hypotension, des réactions cutanées. Enfin, la dihydrocodéine peut provoquer une dépendance, qui peut pousser l'usager à détourner des opioïdes de palier supérieur de leur utilisation médicale.

#### Surdosage
Le surdosage massif, volontaire ou accidentel, en dihydrocodéine peut provoquer seul une dépression respiratoire, un coma, et exceptionnellement un décès. Si ce surdosage est accompagné d'autres dépresseurs du système respiratoire, celui-ci peut être beaucoup plus grave. En cas de surdosage, une injection d'un antagoniste pur comme la naloxone ou la nalorphine est pratiquée, sous surveillance médicale , car la demi-vie d'élimination des antagonistes pur est inférieure à celle de la majorité des opioïdes. Une deuxième administration est donc souvent pratiquée.

## Addiction
La dihydrocodéine, comme les autres opiacés et opioïdes, peut amener à une addiction. Si le risque est faible, ou en tout cas relativement maîtrisé en cas d'usage thérapeutique et de respect des doses prescrites, l'addiction devient en revanche probable si la dihydrocodéine est consommée de façon récréative, c'est-à-dire pour les effets psychiques qu'elle procure.
En effet, la dihydrocodéine possède des effets psychotropes narcotiques plus importants et plus marqués que ceux de la codéine (euphorie, sédation, anxiolyse...). Si l’euphorie psychique et physique qu’elle provoque est moins marquée qu’avec l’héroïne ou l’oxycodone, la dihydrocodéine est cependant très sédative et, à hautes doses, elle peut procurer une sensation de bien-être très intense. Son utilisation dans le cadre thérapeutique expose également à un risque d'accoutumance, de dépendance psychique et physique. L'occurrence d'une dépendance à la dihydrocodéine est plus rare qu'avec la morphine et les autres antalgiques forts (palier III de l'OMS).

La dihydrocodéine ne doit pas être utilisée comme traitement de substitution d'autres morphiniques.
L'arrêt brusque de l'utilisation de cette molécule, quand elle a été utilisée sur le long cours, ou à fortes doses, entraîne un syndrome de sevrage, qui dure de 7 à 10 jours. Les symptômes de ce syndrome sont les mêmes que pour les autres morphiniques, comprenant notamment diarrhées, nausées et vomissements, sudation, douleurs musculaires, dépression, et anxiété.

### Consommateurs célèbres
- Hermann Göring a consommé beaucoup de dihydrocodéine et d'autres opioïdes, depuis le putsch manqué de 1923 où il reçoit une blessure. Il y deviendra vite dépendant, ce qui contribuera à sa prise de poids massive et à la perte lente de ses facultés intellectuelles. Il est toutefois sevré durant son emprisonnement à Nuremberg.
- William S. Burroughs était également consommateur de dihydrocodéine (et d'autres opioïdes), c'est d'ailleurs l'un des thèmes de son livre Le Festin nu. Il disait de la dihydrocodéine qu'elle était « deux fois plus forte que la codéine », et qu'elle était aux doses supra-thérapeutiques qu'il absorbait, aussi « agréable » que l'héroïne.